# Horní Roveň
Horní Roveň je část obce Dolní Roveň v okrese Pardubice. Je situována zhruba 5 km jižně od Holic, podél obou břehů potoka Lodrantky. Na západě i východě zástavba plynule přechází v navazující části obce – Dolní Roveň, respektive Litětiny. Vesnicí probíhá silnice II/322. V roce 2009 zde bylo evidováno 238 adres. V roce 2001 zde trvale žilo 607 obyvatel.
Horní Roveň je také název katastrálního území o rozloze 9,32 km².

## Historie
První písemná zmínka o obci pochází z roku 1336. Během sedmileté války, ve dnech 11.–12. července 1758 se zde v dvoudenní bitvě utkala rakouská a pruská vojska. Rakouské vojáky vedl tehdy osobně generál Arnošt Gideon Laudon. Událost připomíná pomník padlým postavený mezi Ostřetínem a Horní Rovní.

## Pamětihodnosti
- Kostel svaté Kateřiny
- Venkovská usedlost čp. 86
- Kaple P. Marie
- Usedlost čp. 201
- Fara čp. 74
- Kaplička za kostelem sv. Kateřiny
- Kaplička sv. Václava
- Do katastrálního území severně od vesnice zasahuje ptačí oblast Komárov.

## Fotogalerie

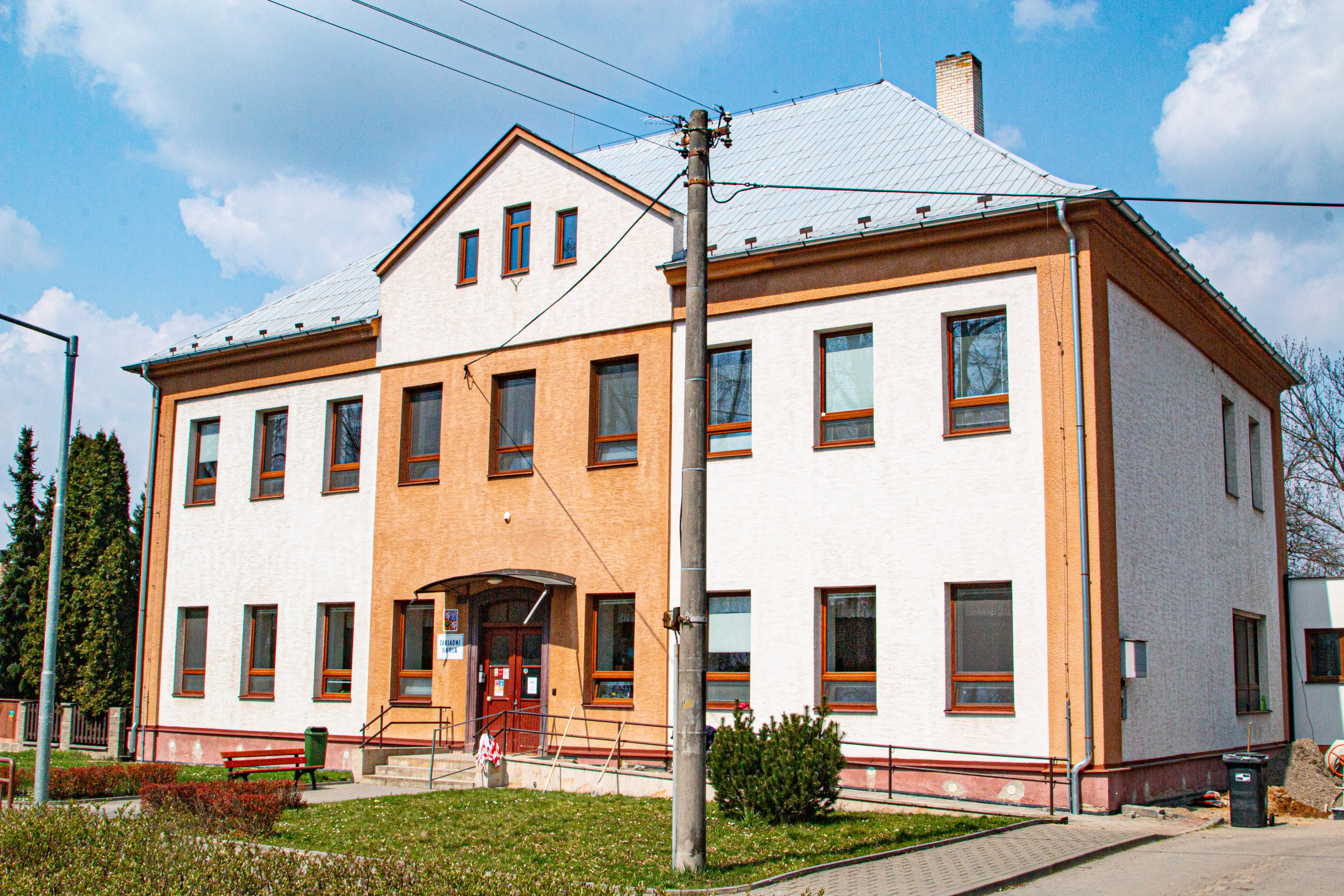
Horní Roveň - základní škola
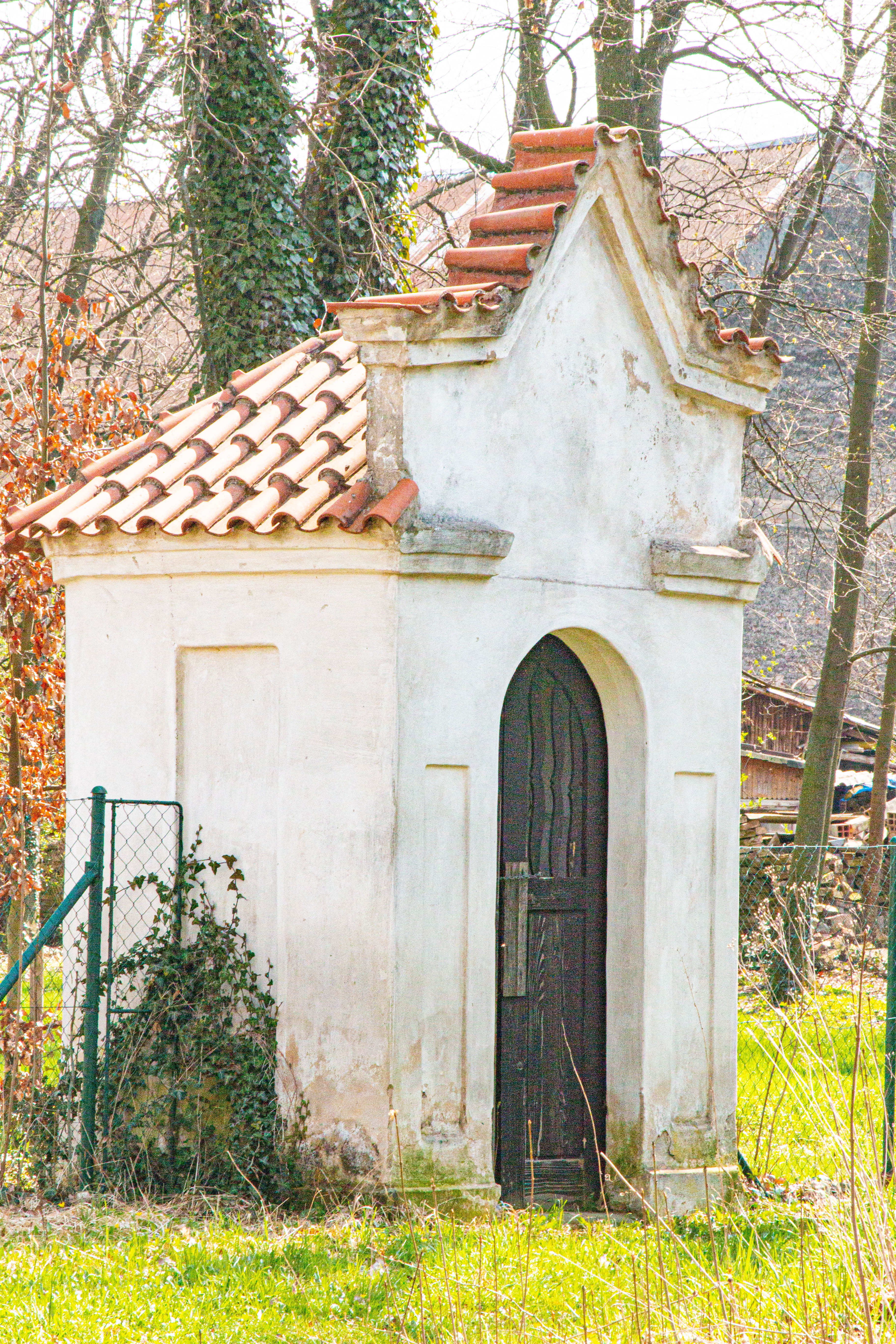
Horní Roveň - kaplička svatého Václava
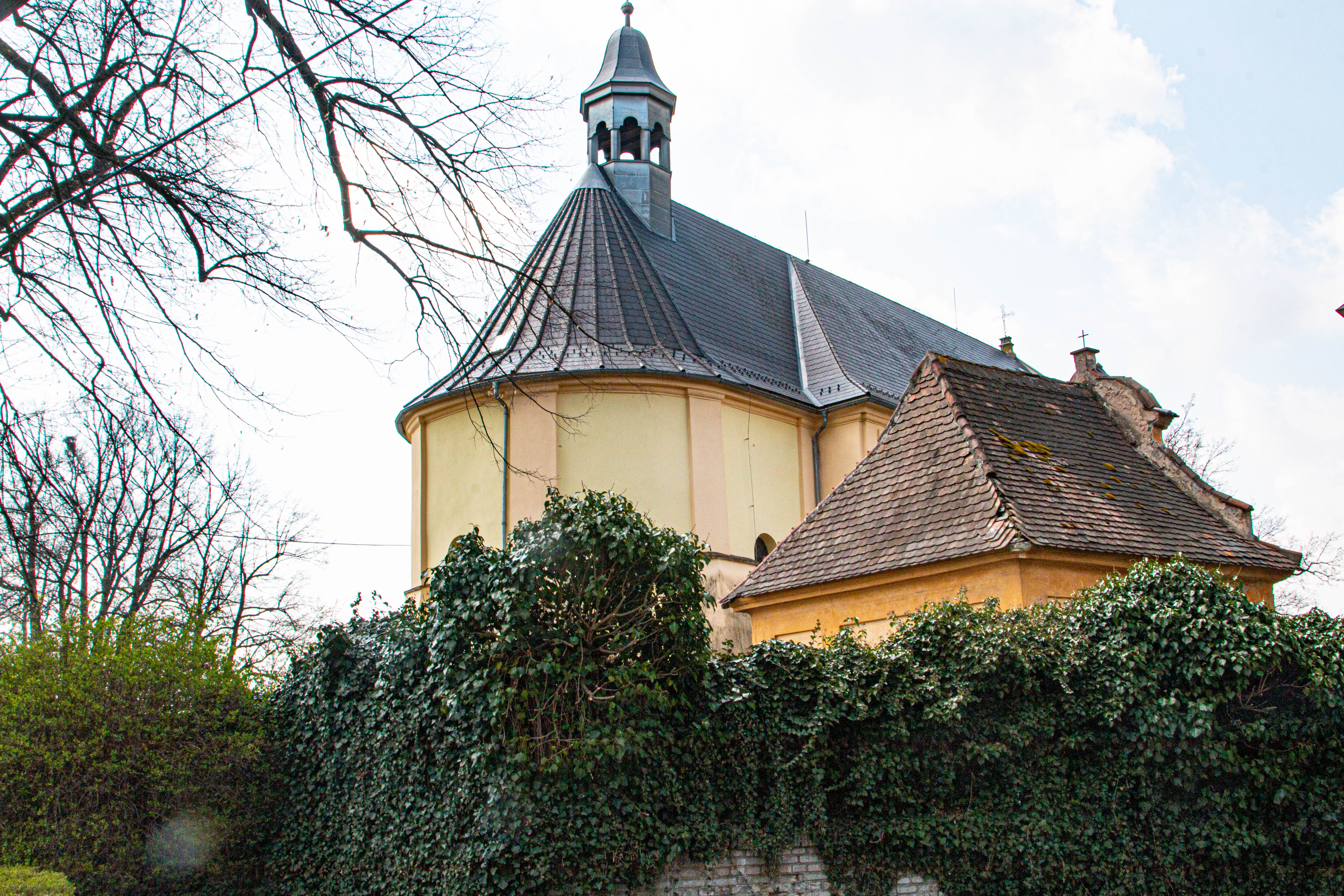
Horní Roveň - kostel svaté Kateřiny